# Diócesis de Geita
La diócesis de Geita (en latín: Dioecesis Geitaënsis, en inglés: Roman Catholic Diocese of Geita y en suajili: Jimbo Katoliki la Geita) es una circunscripción eclesiástica de la Iglesia católica en Tanzania. Se trata de una diócesis latina, sufragánea de la arquidiócesis de Mwanza, que tiene al obispo Flavian Kassala como su ordinario desde el 28 de abril de 2016.

## Territorio y organización
La diócesis tiene 10 697 km² y extiende su jurisdicción sobre los fieles católicos de rito latino residentes en el distrito de Geita en la región de Geita y el distrito de Sengerema en la región de Mwanza.
La sede de la diócesis se encuentra en la ciudad de Geita, en donde se halla la Catedral de María Reina de la Paz. 
En 2019 en la diócesis existían 36 parroquias.

## Historia
La diócesis fue erigida el 8 de noviembre de 1984 con la bula Summi Pontificis del papa Juan Pablo II, obteniendo el territorio de la diócesis de Mwanza (hoy arquidiócesis).
Originalmente sufragánea de la arquidiócesis de Tabora, el 18 de noviembre de 1987 pasó a formar parte de la provincia eclesiástica de la arquidiócesis de Mwanza.

## Estadísticas
De acuerdo al Anuario Pontificio 2020 la diócesis tenía a fines de 2019 un total de 630 680 fieles bautizados.
| Año                                                                             | Población            | Población | Población      | Sacerdotes | Sacerdotes    | Sacerdotes    | Bautizados por sacerdote | Diáconos permanentes | Religiosos | Religiosos | Parroquias |
| Año                                                                             | Bautizados católicos | Total     | % de católicos | Total      | Clero secular | Clero regular | Bautizados por sacerdote | Diáconos permanentes | Varones    | Mujeres    | Parroquias |
| ------------------------------------------------------------------------------- | -------------------- | --------- | -------------- | ---------- | ------------- | ------------- | ------------------------ | -------------------- | ---------- | ---------- | ---------- |
| 1990                                                                            | 77 680               | 743 312   | 10.5           | 18         | 6             | 12            | 4315                     |                      | 15         | 36         | 8          |
| 1999                                                                            | 140 281              | 879 902   | 15.9           | 17         | 11            | 6             | 8251                     |                      | 7          | 34         | 9          |
| 2000                                                                            | 145 721              | 879 902   | 16.6           | 20         | 14            | 6             | 7286                     |                      | 7          | 35         | 9          |
| 2001                                                                            | 215 946              | 1 136 393 | 19.0           | 19         | 14            | 5             | 11 365                   |                      | 6          | 41         | 9          |
| 2002                                                                            | 176 900              | 1 171 943 | 15.1           | 19         | 14            | 5             | 9310                     |                      | 6          | 35         | 9          |
| 2003                                                                            | 220 950              | 1 214 111 | 18.2           | 20         | 17            | 3             | 11 047                   |                      | 4          | 37         | 9          |
| 2004                                                                            | 232 458              | 1 226 499 | 19.0           | 18         | 17            | 1             | 12 914                   |                      | 2          | 41         | 9          |
| 2006                                                                            | 254 812              | 1 273 000 | 20.0           | 16         | 13            | 3             | 15 925                   |                      | 4          | 42         | 10         |
| 2013                                                                            | 553 170              | 1 527 000 | 36.2           | 33         | 27            | 6             | 16 762                   |                      | 7          | 45         | 15         |
| 2016                                                                            | 576 134              | 1 989 699 | 29.0           | 31         | 28            | 3             | 18 584                   |                      | 4          | 53         | 18         |
| 2019                                                                            | 630 680              | 2 180 100 | 28.9           | 31         | 29            | 2             | 20 344                   |                      | 3          | 46         | 36         |
| Fuente: Catholic-Hierarchy, que a su vez toma los datos del Anuario Pontificio. |                      |           |                |            |               |               |                          |                      |            |            |            |

## Episcopologio
- Aloysius Balina † (8 de noviembre de 1984-8 de agosto de 1997 nombrado obispo de Shinyanga)
  - Sede vacante (1997-2000)
- Damian Denis Dallu (14 de abril de 2000-14 de marzo de 2014 nombrado arzobispo de Songea)
  - Sede vacante (2014-2016)
- Flavian Kassala, desde el 28 de abril de 2016